# 栗野宏文
栗野宏文（くりのひろふみ、1953年5月10日-　）は、株式会社ユナイテッドアローズ上級顧問クリエイティブディレクション担当。2019年12月17日現在同社大株主 

## 経歴
参照